# Dos vidas (serie de televisión)
Dos vidas es una serie de televisión original de Televisión Española, idea original de Josep Cister Rubio y protagonizada por Amparo Piñero y Laura Ledesma. Producida en colaboración con Bambú Producciones, la serie fue emitida de forma diaria entre enero de 2021 y febrero de 2022. Consta de 255 capítulos que tratan la historia de Carmen (Amparo Piñero) y Julia (Laura Ledesma), abuela y nieta, dos vidas unidas de manera insospechada en dos épocas y lugares distintos.
Fue anunciada como sustituta de la serie diaria Mercado central para estrenarse a principios de 2021, abarcando la franja vespertina de su antecesora, la sobremesa de La 1 de RTVE, siendo emitida de lunes a viernes antes de la ficción policiaca Servir y proteger.
El 22 de octubre de 2021 se anunció la cancelación de la serie debido a sus bajos datos de audiencia y llegó a su final el 8 de febrero de 2022, tras 255 capítulos emitidos y un año en antena.

## Sinopsis
Julia es una mujer que, en la actualidad, vive una vida que su madre y su futuro marido han planificado para ella. Cuando está a punto de casarse, descubre un gran secreto familiar que la cambiará para siempre. Al borde de un ataque de nervios decide separarse de ellos. Julia halla refugio en un apartado pueblo de la Sierra de Guadarrama (Robledillo de la Sierra) en el que tendrá una complicada misión: hacerse con las riendas de su propio destino.
Carmen es una joven que abandona las comodidades de la metrópoli para reunirse con su padre en la exótica provincia de la Guinea española a mediados del siglo pasado. Carmen descubre que África guarda una cara mucho más dura y salvaje de la que jamás imaginó, y su vida queda removida desde los cimientos. Se enfrentará a una difícil disyuntiva: acatar las injustas reglas establecidas o seguir a su propio corazón.
Pero estas dos vidas también son una y están unidas por un vínculo tan fuerte como el de la sangre: Carmen y Julia son abuela y nieta. Separadas por más de medio siglo y en dos continentes, Carmen y Julia tienen mucho más en común que sus lazos familiares. Las dos son mujeres que luchan por cumplir sus sueños, que no se conforman con las normas impuestas por los demás y que encontrarán el amor donde menos lo esperan.

## Ambientación
La serie está ambientada en la Guinea española de los años 50 del siglo pasado, concretamente en Río Muni, y, a su vez, en el Madrid actual en un pueblo de las afueras, llamado Robledillo de la Sierra.

## Reparto

### Principales y secundarios
| Actor/Actriz         | Personaje                                      | Temporada |
| Actor/Actriz         | Personaje                                      | 1         |
| -------------------- | ---------------------------------------------- | --------- |
| Amparo Piñero        | Carmen Villanueva Lara / Carmen Cruz           | Principal |
| Laura Ledesma        | Julia María Infante Lou / Julia María Cruz Lou | Principal |
| Cristina de Inza     | Diana Lou Acosta                               | Principal |
| Sebastián Haro       | Francisco Villanueva                           | Principal |
| Silvia Acosta        | Patricia Godoy                                 | Principal |
| Oliver Ruano         | Tirso Noguera                                  | Principal |
| Aída de la Cruz      | Elena Prieto                                   | Principal |
| Iván Mendes          | Kiros Nsue                                     | Principal |
| Jon López            | Víctor Vélez de Guevara Acevedo                | Principal |
| Iván Lapadula        | Ángel Godoy                                    | Principal |
| Chema Adeva          | Mario Sasi Alonso                              | Principal |
| Esperanza Guardado   | Linda Grisel                                   | Principal |
| Adrián Expósito      | Faustino Medina                                | Principal |
| Iago García          | Ventura Vélez de Guevara                       | Principal |
| Mario García         | Samuel Ribero                                  | Principal |
| Gloria Camila Ortega | Cloe                                           | Principal |
| Edith Martínez Val   | Enoa                                           | Principal |
| Kenai White          | María Naranjo Prieto/ Dani Naranjo Prieto      | Principal |
| Juanlu González      | Leopoldo "Leo" Lozano Aguilera                 | Principal |

### Antiguos principales y secundarios
Nota: Aquí tan sólo aparecen los personajes principales y los secundarios que se han marchado de la serie, no los invitados. Para ser secundario o secundaria se debe haber tenido una importancia en la serie y para ser recurrente ese personaje debe haber estado en más de dos capítulo de la serie.
| Actor/Actriz          | Personaje              | Temporada  |
| Actor/Actriz          | Personaje              | 1          |
| --------------------- | ---------------------- | ---------- |
| Sergi Albert          | Don Emilio             | Recurrente |
| Mario Sánchez         | Enrique, guardia civil | Recurrente |
| Malcolm Treviño-Sitté | Dayo                   | Principal  |
| Mar Vidal             | Agustina               | Principal  |
| Mamadou Traoure       | Camarero del Río Club  | Recurrente |
| Oriol Rafael          | Doctor Guzmán          | Recurrente |
| Imán Padellano        | Felisa                 | Recurrente |
| Jorge Alcocer         | Lolo                   | Recurrente |
| Martín Páez           | "Cabra"                | Recurrente |
| Betizia Bismark       | Sibebi                 | Recurrente |
| Manuel Regueiro       | Óscar Infante          | Recurrente |
| Elena Gallardo        | Alicia Hontanares      | Principal  |
| Aure Sánchez          | Jaime Naranjo          | Secundario |
| Miguel Brocca         | Sergio Cuevas Guzmán   | Principal  |
| Boré Buika            | Mabale                 | Principal  |
| Mónica Miranda        | Olga                   | Principal  |
| Álex Mola             | Erik Noguera           | Principal  |
| Bárbara Oteiza        | Inés Acevedo           | Principal  |
| María Blanco          | Dolores Lara           | Secundaria |
| Celia Sastre          | Manuela                | Principal  |

## Temporadas, episodios y audiencias
| Temporada | Episodios | Período   | Estreno             | Final                | Audiencia      |
| --------- | --------- | --------- | ------------------- | -------------------- | -------------- |
| 1         | 255       | 2021-2022 | 25 de enero de 2021 | 8 de febrero de 2022 | 637 000 (6,2%) |

### Temporada 1 (2021)
| Programas emitidos | Programas emitidos | Programas emitidos | Programas emitidos |
| N.º                | Fecha de emisión   | Audiencia          | Audiencia          |
| N.º                | Fecha de emisión   | Espectadores       | Cuota de pantalla  |
| ------------------ | ------------------ | ------------------ | ------------------ |
| 1                  | 25/01/2021         | 1 149 000          | (8,7%)             |
| 2                  | 26/01/2021         | 1 050 000          | (8,5%)             |
| 3                  | 27/01/2021         | 955 000            | (8,0%)             |
| 4                  | 28/01/2021         | 886 000            | (7,7%)             |
| 5                  | 29/01/2021         | 935 000            | (7,7%)             |
| 6                  | 01/02/2021         | 997 000            | (8,1%)             |
| 7                  | 02/02/2021         | 905 000            | (7,3%)             |
| 8                  | 03/02/2021         | 1 012 000          | (8,5%)             |
| 9                  | 04/02/2021         | 867 000            | (7,1%)             |
| 10                 | 05/02/2021         | 871 000            | (7,1%)             |
| 11                 | 08/02/2021         | 904 000            | (7,3%)             |
| 12                 | 09/02/2021         | 929 000            | (7,2%)             |
| 13                 | 10/02/2021         | 838 000            | (7,1%)             |
| 14                 | 11/02/2021         | 900 000            | (7,4%)             |
| 15                 | 12/02/2021         | 876 000            | (7,5%)             |
| 16                 | 15/02/2021         | 764 000            | (6,5%)             |
| 17                 | 16/02/2021         | 839 000            | (7,3%)             |
| 18                 | 17/02/2021         | 857 000            | (7,7%)             |
| 19                 | 18/02/2021         | 791 000            | (7,0%)             |
| 20                 | 19/02/2021         | 828 000            | (7,2%)             |
| 21                 | 22/02/2021         | 779 000            | (6,5%)             |
| 22                 | 23/02/2021         | 720 000            | (6,4%)             |
| 23                 | 24/02/2021         | 731 000            | (6,7%)             |
| 24                 | 25/02/2021         | 795 000            | (6,9%)             |
| 25                 | 26/02/2021         | 789 000            | (7,0%)             |
| 26                 | 01/03/2021         | 746 000            | (6,3%)             |
| 27                 | 02/03/2021         | 800 000            | (7,1%)             |
| 28                 | 03/03/2021         | 716 000            | (6,4%)             |
| 29                 | 04/03/2021         | 797 000            | (7,2%)             |
| 30                 | 05/03/2021         | 848 000            | (7,7%)             |
| 31                 | 08/03/2021         | 857 000            | (7,1%)             |
| 32                 | 09/03/2021         | 713 000            | (6,4%)             |
| 33                 | 10/03/2021         | 822 000            | (7,4%)             |
| 34 (I)             | 11/03/2021         | 738 000            | (7,0%)             |
| 34 (II)            | 12/03/2021         | 788 000            | (7,0%)             |
| 35                 | 15/03/2021         | 715 000            | (6,6%)             |
| 36                 | 16/03/2021         | 742 000            | (6,9%)             |
| 37                 | 17/03/2021         | 750 000            | (6,8%)             |
| 38                 | 18/03/2021         | 796 000            | (7,0%)             |
| 39                 | 19/03/2021         | 842 000            | (6,6%)             |
| 40                 | 22/03/2021         | 667 000            | (6,1%)             |
| 41                 | 23/03/2021         | 716 000            | (6,5%)             |
| 42                 | 24/03/2021         | 725 000            | (6,6%)             |
| 43                 | 25/03/2021         | 687 000            | (6,4%)             |
| 44                 | 26/03/2021         | 764 000            | (6,9%)             |
| 45                 | 29/03/2021         | 759 000            | (6,7%)             |
| 46                 | 30/03/2021         | 726 000            | (6,6%)             |
| 47                 | 31/03/2021         | 663 000            | (6,2%)             |
| 48                 | 01/04/2021         | 726 000            | (6,2%)             |
| 49                 | 05/04/2021         | 718 000            | (6,3%)             |
| 50                 | 06/04/2021         | 715 000            | (6,3%)             |
| 51                 | 07/04/2021         | 692 000            | (6,4%)             |
| 52                 | 08/04/2021         | 716 000            | (6,5%)             |
| 53                 | 09/04/2021         | 743 000            | (6,3%)             |
| 54                 | 12/04/2021         | 658 000            | (6,1%)             |
| 55                 | 13/04/2021         | 645 000            | (5,7%)             |
| 56                 | 14/04/2021         | 761 000            | (6,9%)             |
| 57                 | 15/04/2021         | 689 000            | (6,2%)             |
| 58                 | 16/04/2021         | 769 000            | (6,9%)             |
| 59                 | 19/04/2021         | 688 000            | (6,3%)             |
| 60                 | 20/04/2021         | 764 000            | (6,8%)             |
| 61                 | 21/04/2021         | 697 000            | (6,2%)             |
| 62                 | 22/04/2021         | 706 000            | (6,2%)             |
| 63                 | 23/04/2021         | 801 000            | (7,3%)             |
| 64                 | 26/04/2021         | 700 000            | (6,1%)             |
| 65                 | 27/04/2021         | 740 000            | (6,7%)             |
| 66                 | 28/04/2021         | 734 000            | (6,6%)             |
| 67                 | 29/04/2021         | 776 000            | (7,1%)             |
| 68                 | 30/04/2021         | 694 000            | (6,3%)             |
| 69                 | 03/05/2021         | 680 000            | (6,1%)             |
| 70                 | 04/05/2021         | 668 000            | (6,3%)             |
| 71                 | 05/05/2021         | 607 000            | (5,9%)             |
| 72                 | 06/05/2021         | 650 000            | (6,3%)             |
| 73                 | 07/05/2021         | 636 000            | (6,0%)             |
| 74                 | 10/05/2021         | 714 000            | (6,4%)             |
| 75                 | 11/05/2021         | 709 000            | (6,6%)             |
| 76                 | 12/05/2021         | 715 000            | (6,9%)             |
| 77                 | 13/05/2021         | 697 000            | (6,5%)             |
| 78                 | 14/05/2021         | 782 000            | (7,3%)             |
| 79                 | 17/05/2021         | 615 000            | (5,8%)             |
| 80                 | 18/05/2021         | 694 000            | (6,4%)             |
| 81                 | 19/05/2021         | 690 000            | (6,5%)             |
| 82                 | 20/05/2021         | 635 000            | (6,0%)             |
| 83                 | 21/05/2021         | 642 000            | (6,1%)             |
| 84                 | 24/05/2021         | 615 000            | (5,7%)             |
| 85                 | 25/05/2021         | 658 000            | (6,1%)             |
| 86                 | 26/05/2021         | 601 000            | (5,7%)             |
| 87                 | 27/05/2021         | 590 000            | (5,6%)             |
| 88                 | 28/05/2021         | 656 000            | (6,3%)             |
| 89                 | 31/05/2021         | 658 000            | (6,1%)             |
| 90                 | 01/06/2021         | 759 000            | (7,2%)             |
| 91                 | 02/06/2021         | 678 000            | (6,7%)             |
| 92                 | 03/06/2021         | 753 000            | (7,2%)             |
| 93                 | 04/06/2021         | 673 000            | (6,4%)             |
| 94                 | 07/06/2021         | 575 000            | (5,7%)             |
| 95                 | 08/06/2021         | 574 000            | (5,6%)             |
| 96                 | 09/06/2021         | 686 000            | (6,7%)             |
| 97                 | 10/06/2021         | 588 000            | (5,8%)             |
| 98                 | 11/06/2021         | 630 000            | (6,1%)             |
| 99                 | 14/06/2021         | 636 000            | (5,9%)             |
| 100                | 15/06/2021         | 645 000            | (6,3%)             |
| 101                | 16/06/2021         | 593 000            | (5,8%)             |
| 102                | 17/06/2021         | 556 000            | (5,3%)             |
| 103                | 18/06/2021         | 651 000            | (6,2%)             |
| 104                | 21/06/2021         | 713 000            | (6,7%)             |
| 105                | 22/06/2021         | 616 000            | (6,0%)             |
| 106                | 23/06/2021         | 592 000            | (5,5%)             |
| 107                | 24/06/2021         | 594 000            | (5,7%)             |
| 108                | 25/06/2021         | 601 000            | (6,0%)             |
| 109                | 28/06/2021         | 753 000            | (7,0%)             |
| 110                | 29/06/2021         | 675 000            | (6,5%)             |
| 111                | 30/06/2021         | 608 000            | (6,0%)             |
| 112                | 01/07/2021         | 637 000            | (6,3%)             |
| 113                | 02/07/2021         | 581 000            | (5,8%)             |
| 114                | 05/07/2021         | 688 000            | (6,7%)             |
| 115                | 06/07/2021         | 662 000            | (6,3%)             |
| 116                | 08/07/2021         | 623 000            | (5,9%)             |
| 117                | 09/07/2021         | 562 000            | (5,5%)             |
| 118                | 12/07/2021         | 741 000            | (6,9%)             |
| 119 (I)            | 13/07/2021         | 580 000            | (5,9%)             |
| 119 (II)           | 14/07/2021         | 631 000            | (6,5%)             |
| 120                | 15/07/2021         | 622 000            | (6,1%)             |
| 121                | 19/07/2021         | 621 000            | (6,0%)             |
| 122                | 20/07/2021         | 659 000            | (6,5%)             |
| 123                | 21/07/2021         | 649 000            | (6,6%)             |
| 124                | 22/07/2021         | 658 000            | (6,7%)             |
| 125                | 23/07/2021         | 692 000            | (7,1%)             |
| 126                | 26/07/2021         | 637 000            | (6,2%)             |
| 127                | 27/07/2021         | 613 000            | (6,0%)             |
| 128                | 28/07/2021         | 567 000            | (5,8%)             |
| 129                | 29/07/2021         | 671 000            | (6,8%)             |
| 130                | 30/07/2021         | 564 000            | (5,8%)             |
| 131                | 02/08/2021         | 592 000            | (5,7%)             |
| 132                | 03/08/2021         | 772 000            | (7,7%)             |
| 133                | 04/08/2021         | 583 000            | (5,9%)             |
| 134                | 05/08/2021         | 664 000            | (6,6%)             |
| 135                | 06/08/2021         | 540 000            | (5,7%)             |
| 136                | 09/08/2021         | 596 000            | (6,0%)             |
| 137                | 10/08/2021         | 577 000            | (5,9%)             |
| 138                | 11/08/2021         | 607 000            | (6,3%)             |
| 139                | 12/08/2021         | 605 000            | (6,2%)             |
| 140                | 13/08/2021         | 530 000            | (5,5%)             |
| 141                | 17/08/2021         | 569 000            | (5,6%)             |
| 142                | 18/08/2021         | 557 000            | (5,4%)             |
| 143                | 23/08/2021         | 528 000            | (5,2%)             |
| 144 (I)            | 24/08/2021         | 669 000            | (7,0%)             |
| 144 (II)           | 25/08/2021         | 653 000            | (6,8%)             |
| 145 (I)            | 26/08/2021         | 645 000            | (6,1%)             |
| 145 (II)           | 27/08/2021         | 692 000            | (7,5%)             |
| 146                | 30/08/2021         | 612 000            | (5,7%)             |
| 147 (I)            | 31/08/2021         | 577 000            | (5,7%)             |
| 147 (II)           | 01/09/2021         | 715 000            | (6,8%)             |
| 148                | 02/09/2021         | 549 000            | (5,4%)             |
| 149                | 06/09/2021         | 596 000            | (5,6%)             |
| 150                | 07/09/2021         | 553 000            | (5,3%)             |
| 151                | 08/09/2021         | 619 000            | (5,8%)             |
| 152                | 09/09/2021         | 616 000            | (6,0%)             |
| 153                | 10/09/2021         | 554 000            | (5,4%)             |
| 154                | 13/09/2021         | 630 000            | (6,1%)             |
| 155                | 14/09/2021         | 645 000            | (6,2%)             |
| 156                | 15/09/2021         | 626 000            | (6,2%)             |
| 157                | 16/09/2021         | 574 000            | (5,7%)             |
| 158                | 17/09/2021         | 604 000            | (6,1%)             |
| 159                | 20/09/2021         | 670 000            | (6,3%)             |
| 160                | 21/09/2021         | 659 000            | (6,2%)             |
| 161                | 22/09/2021         | 603 000            | (6,0%)             |
| 162                | 23/09/2021         | 605 000            | (5,9%)             |
| 163                | 24/09/2021         | 602 000            | (5,7%)             |
| 164                | 27/09/2021         | 639 000            | (6,2%)             |
| 165                | 28/09/2021         | 643 000            | (6,4%)             |
| 166                | 29/09/2021         | 567 000            | (5,7%)             |
| 167                | 30/09/2021         | 567 000            | (5,6%)             |
| 168                | 01/10/2021         | 610 000            | (6,2%)             |
| 169                | 04/10/2021         | 643 000            | (6,4%)             |
| 170                | 05/10/2021         | 612 000            | (6,2%)             |
| 171                | 06/10/2021         | 575 000            | (6,1%)             |
| 172                | 07/10/2021         | 500 000            | (5,4%)             |
| 173                | 08/10/2021         | 517 000            | (5,3%)             |
| 174                | 11/10/2021         | 546 000            | (5,6%)             |
| 175                | 13/10/2021         | 557 000            | (5,8%)             |
| 176                | 14/10/2021         | 612 000            | (6,4%)             |
| 177                | 15/10/2021         | 642 000            | (6,5%)             |
| 178                | 18/10/2021         | 600 000            | (6,1%)             |
| 179                | 19/10/2021         | 623 000            | (6,3%)             |
| 180                | 20/10/2021         | 568 000            | (5,8%)             |
| 181                | 21/10/2021         | 668 000            | (6,8%)             |
| 182                | 22/10/2021         | 646 000            | (6,4%)             |
| 183                | 25/10/2021         | 542 000            | (5,5%)             |
| 184                | 26/10/2021         | 565 000            | (5,9%)             |
| 185                | 27/10/2021         | 602 000            | (6,3%)             |
| 186                | 28/10/2021         | 600 000            | (6,4%)             |
| 187                | 29/10/2021         | 644 000            | (6,3%)             |
| 188                | 02/11/2021         | 564 000            | (5,6%)             |
| 189                | 03/11/2021         | 649 000            | (6,4%)             |
| 190                | 04/11/2021         | 521 000            | (5,3%)             |
| 191                | 05/11/2021         | 596 000            | (5,8%)             |
| 192                | 08/11/2021         | 600 000            | (6,0%)             |
| 193                | 09/11/2021         | 601 000            | (6,1%)             |
| 194                | 10/11/2021         | 658 000            | (6,7%)             |
| 195                | 11/11/2021         | 585 000            | (6,0%)             |
| 196                | 12/11/2021         | 619 000            | (6,2%)             |
| 197                | 15/11/2021         | 600 000            | (6,0%)             |
| 198                | 16/11/2021         | 604 000            | (6,2%)             |
| 199                | 17/11/2021         | 655 000            | (6,7%)             |
| 200                | 18/11/2021         | 608 000            | (6,3%)             |
| 201                | 19/11/2021         | 689 000            | (6,8%)             |
| 202                | 22/11/2021         | 621 000            | (5,7%)             |
| 203                | 23/11/2021         | 687 000            | (6,4%)             |
| 204                | 24/11/2021         | 701 000            | (6,4%)             |
| 205                | 25/11/2021         | 715 000            | (6,9%)             |
| 206                | 26/11/2021         | 725 000            | (7,0%)             |
| 207                | 29/11/2021         | 679 000            | (6,5%)             |
| 208                | 30/11/2021         | 563 000            | (5,7%)             |
| 209                | 01/12/2021         | 649 000            | (6,3%)             |
| 210                | 02/12/2021         | 612 000            | (6,3%)             |
| 211                | 03/12/2021         | 632 000            | (6,3%)             |
| 212                | 07/12/2021         | 681 000            | (6,5%)             |
| 213                | 09/12/2021         | 670 000            | (6,6%)             |
| 214                | 10/12/2021         | 690 000            | (6,8%)             |
| 215                | 13/12/2021         | 606 000            | (5,9%)             |
| 216                | 14/12/2021         | 548 000            | (5,7%)             |
| 217                | 15/12/2021         | 601 000            | (6,1%)             |
| 218                | 16/12/2021         | 547 000            | (5,7%)             |
| 219                | 17/12/2021         | 537 000            | (5,5%)             |
| 220                | 20/12/2021         | 660 000            | (6,3%)             |
| 221                | 21/12/2021         | 646 000            | (6,3%)             |
| 222                | 22/12/2021         | 587 000            | (5,7%)             |
| 223                | 23/12/2021         | 612 000            | (5,7%)             |
| 224                | 24/12/2021         | 738 000            | (6,4%)             |
| 225                | 27/12/2021         | 694 000            | (6,1%)             |
| 226                | 28/12/2021         | 659 000            | (6,2%)             |
| 227                | 29/12/2021         | 695 000            | (6,4%)             |
| 228                | 30/12/2021         | 657 000            | (6,5%)             |
| 229                | 31/12/2021         | 611 000            | (5,7%)             |
| 230                | 03/01/2022         | 688 000            | (6,7%)             |
| 231                | 04/01/2022         | 730 000            | (6,6%)             |
| 232                | 05/01/2022         | 684 000            | (6,1%)             |
| 233                | 07/01/2022         | 709 000            | (6,5%)             |
| 234                | 10/01/2022         | 710 000            | (6,6%)             |
| 235                | 11/01/2022         | 640 000            | (6,2%)             |
| 236                | 12/01/2022         | 764 000            | (7,3%)             |
| 237                | 13/01/2022         | 702 000            | (6,7%)             |
| 238                | 14/01/2022         | 565 000            | (5,4%)             |
| 239                | 17/01/2022         | 650 000            | (6,3%)             |
| 240                | 18/01/2022         | 634 000            | (6,2%)             |
| 241                | 19/01/2022         | 697 000            | (6,8%)             |
| 242                | 20/01/2022         | 581 000            | (5,5%)             |
| 243                | 21/01/2022         | 665 000            | (6,3%)             |
| 244                | 24/01/2022         | 629 000            | (5,9%)             |
| 245                | 25/01/2022         | 665 000            | (6,3%)             |
| 246                | 26/01/2022         | 617 000            | (6,2%)             |
| 247                | 27/01/2022         | 657 000            | (6,7%)             |
| 248                | 28/01/2022         | 652 000            | (6,5%)             |
| 249                | 31/01/2022         | 682 000            | (6,6%)             |
| 250                | 01/02/2022         | 590 000            | (5,9%)             |
| 251                | 02/02/2022         | 625 000            | (6,5%)             |
| 252                | 03/02/2022         | 626 000            | (6,2%)             |
| 253                | 04/02/2022         | 655 000            | (6,2%)             |
| 254                | 07/02/2022         | 532 000            | (5,4%)             |
| 255                | 08/02/2022         | 622 000            | (6,2%)             |

## Recepción

### Audiencia media por meses
| Audiencia media por meses | Audiencia media por meses | Audiencia media por meses | Audiencia media por meses |
| Año                       | Mes                       | Audiencia                 | Audiencia                 |
| Año                       | Mes                       | Espectadores              | Cuota                     |
| ------------------------- | ------------------------- | ------------------------- | ------------------------- |
| 2021                      | Enero                     | 995.000                   | 8,1%                      |
| 2021                      | Febrero                   | 850.000                   | 7,2%                      |
| 2021                      | Marzo                     | 755.000                   | 6,7%                      |
| 2021                      | Abril                     | 721.000                   | 6,5%                      |
| 2021                      | Mayo                      | 663.000                   | 6,2%                      |
| 2021                      | Junio                     | 638.000                   | 6,2%                      |
| 2021                      | Julio                     | 640.000                   | 6,3%                      |
| 2021                      | Agosto                    | 609.000                   | 6,1%                      |
| 2021                      | Septiembre                | 611.000                   | 5,9%                      |
| 2021                      | Octubre                   | 594.000                   | 6,1%                      |
| 2021                      | Noviembre                 | 631.000                   | 6,2%                      |
| 2021                      | Diciembre                 | 635.000                   | 6,1%                      |
| 2021                      | TOTAL                     | 695.000                   | 6,5%                      |
| 2022                      | Enero                     | 666.000                   | 6,4%                      |
| 2022                      | Febrero                   | 608.000                   | 6,0%                      |
| 2022                      | TOTAL                     | 637.000                   | 6,2%                      |

### Crítica
Dos vidas ha recibido críticas mixtas a positivas por parte de los críticos. Mikel Zorrilla de Espinof le dio dos estrellas y media de cinco, elogiando la habilidad de la serie para que ambas tramas se complementen entre sí pero citando las propias tramas individuales como "lo mínimo exigible en lo argumental", concluyendo que, aunque la serie es "una eficaz telenovela", no va a cambiar su opinión negativa hacia las series diarias. Víctor Juste de El Televisero fue mucho más positivo, elogiando su "ambición" dentro de las series diarias y comparando su factura técnica con la de una serie semanal de prime time. Fernando S. Palenzuela de FormulaTV fue positivo con el elemento melodramático de la serie y de sus intentos de diferenciarse de otras series de época, además de poner el enfoque en un reparto compuesto mayoritariamente por rostros nuevos o poco conocidos, aunque fue escéptico de la parte más cómica de la serie.

## Premios
| Año  | Premio                     | Categoría          | Resultado | Ref.   |
| ---- | -------------------------- | ------------------ | --------- | ------ |
| 2021 | Rose d'Or                  | Mejor serie diaria | Ganadora  | [ 11 ] |
| 2022 | Premios Emmy Internacional | Mejor telenovela   | Nominada  | [ 12 ] |